# 폴 마송
폴 마송(프랑스어: Paul Masson, 1874년 11월 30일 ~ 1946년 11월 30일)은 프랑스의 사이클 선수다. 그는 아테네에서 열린 1896년 하계 올림픽에 참가했다.
마송은 3개의 종목에 출전했고 모두 우승했다.
그의 첫 종목은 2km 스프린트 경기였다. 마송은 이 경기에서 4:58.2라는 기록으로 우승했다. 그 다음에는 10km 경기에 출전했으며 그의 팀 동료인 레온 플라멩과의 차이는 거의 없었다. 기록은 17:54.2였다. 마송의 마지막 경기는 333m 독주 경기로 24.0초를 기록해서 우승을 차지했다.